# Ogtay Asadov
Ogtay Asadov Sabir oglu (en azerí: Oqtay Əsədov Sabir oğlu; Arevis, RSS de Armenia, 3 de enero de 1955) es un político azerí quién ha servido como el portavoz de la Asamblea Nacional de la República de Azerbaiyán desde 2005.

## Primeros años
Asadov nació en el pueblo de Arevis en la provincia de Syunik' en Armenia. Se graduó del Departamento de Fabricación de Herramientas Tecnológicas en la Academia Petrolera Estatal de Azerbaiyán. Desde 1976 en adelante, Asadov trabajó como asistente de la gerencia y posteriormente gerente en la Planta de Acondicionamiento Aéreo en Bakú. En 1979, fue contratado como el Ingeniero jefe del Departamento de Construcción Especial y Renovación Principal de Azerbaiyán y posteriormente trabajó en la administración de Azərsantexquraşdırma, una filial de la misma organización.
Entre 1996 y 2004, fue presidente de las empresas de gestión de agua Absheron Su y, en 2004-2005, fue presidente de Azersu. Es miembro de la Asociación Internacional del Agua.

## Carrera política
Fue elegido a la Asamblea Nacional de Azerbaiyán en las elecciones legislativas del 2000, luego fue reelegido en 2005, representando a Abşeron y posteriormente en 2010, representando a Binagadi, distrito de Bakú. El 2 de septiembre de 2005, fue elegido portavoz de la Asamblea Nacional por los miembros del parlamento y reelegido el 29 de noviembre de 2010. Es el jefe de la delegación azerí en la Comunidad de Estados Independientes y de la Asamblea Parlamentaria de Países de Habla Turcomana (TÜRKPA).
También es miembro del Consejo Político del partido político Nuevo Azerbaiyán. Asadov habla fluidamente inglés y ruso. Está casado y tiene dos hijos.